# Moyenne fréquence
Pour les articles homonymes, voir Fréquence (homonymie).

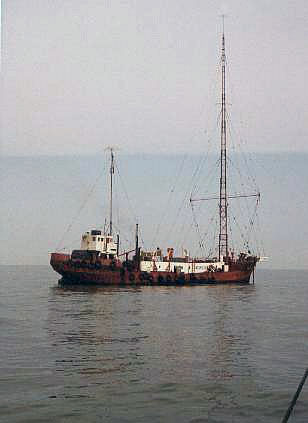
Radiodiffusion sur 558 kHz.

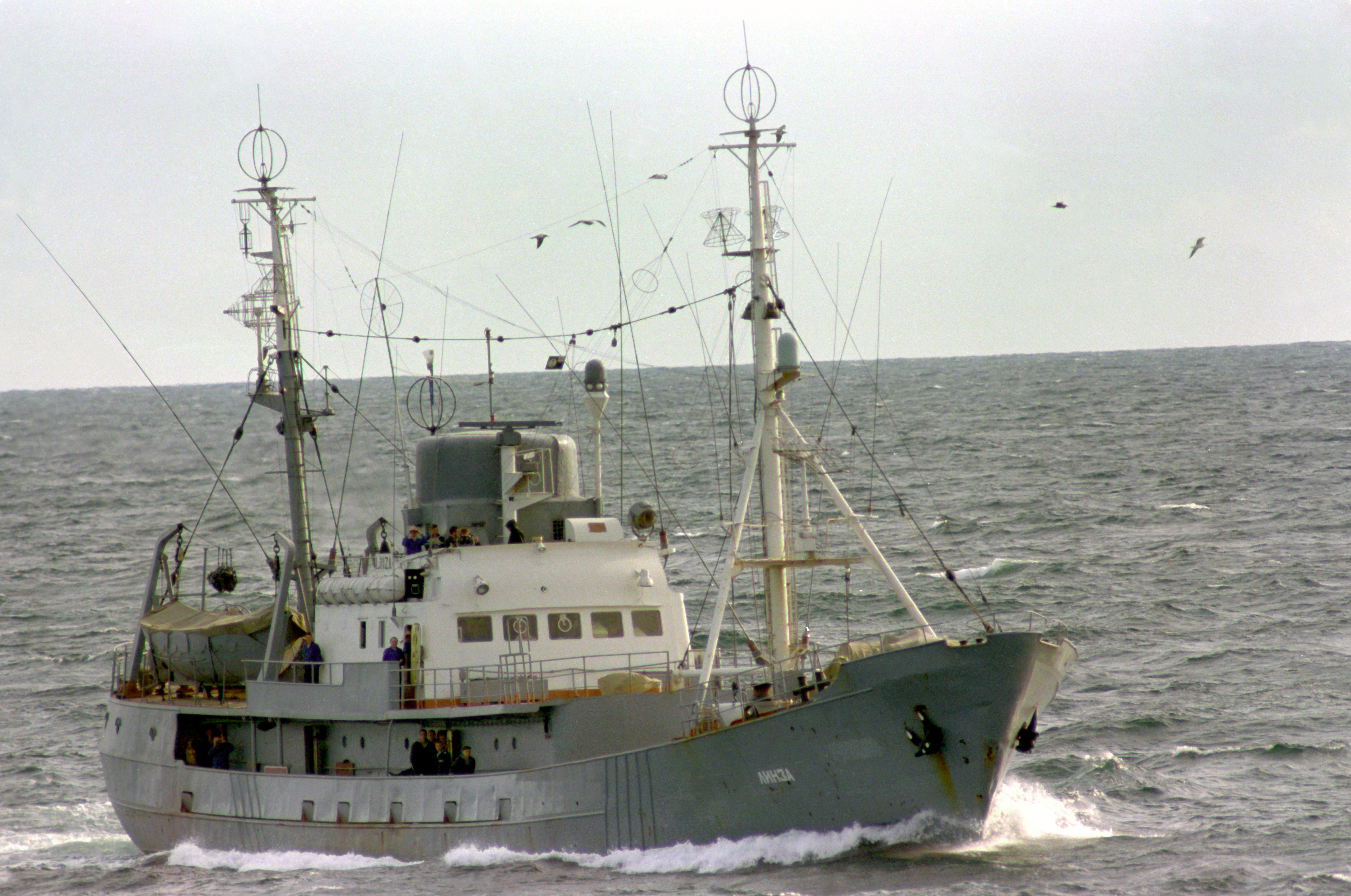
Station radio sur un navire.

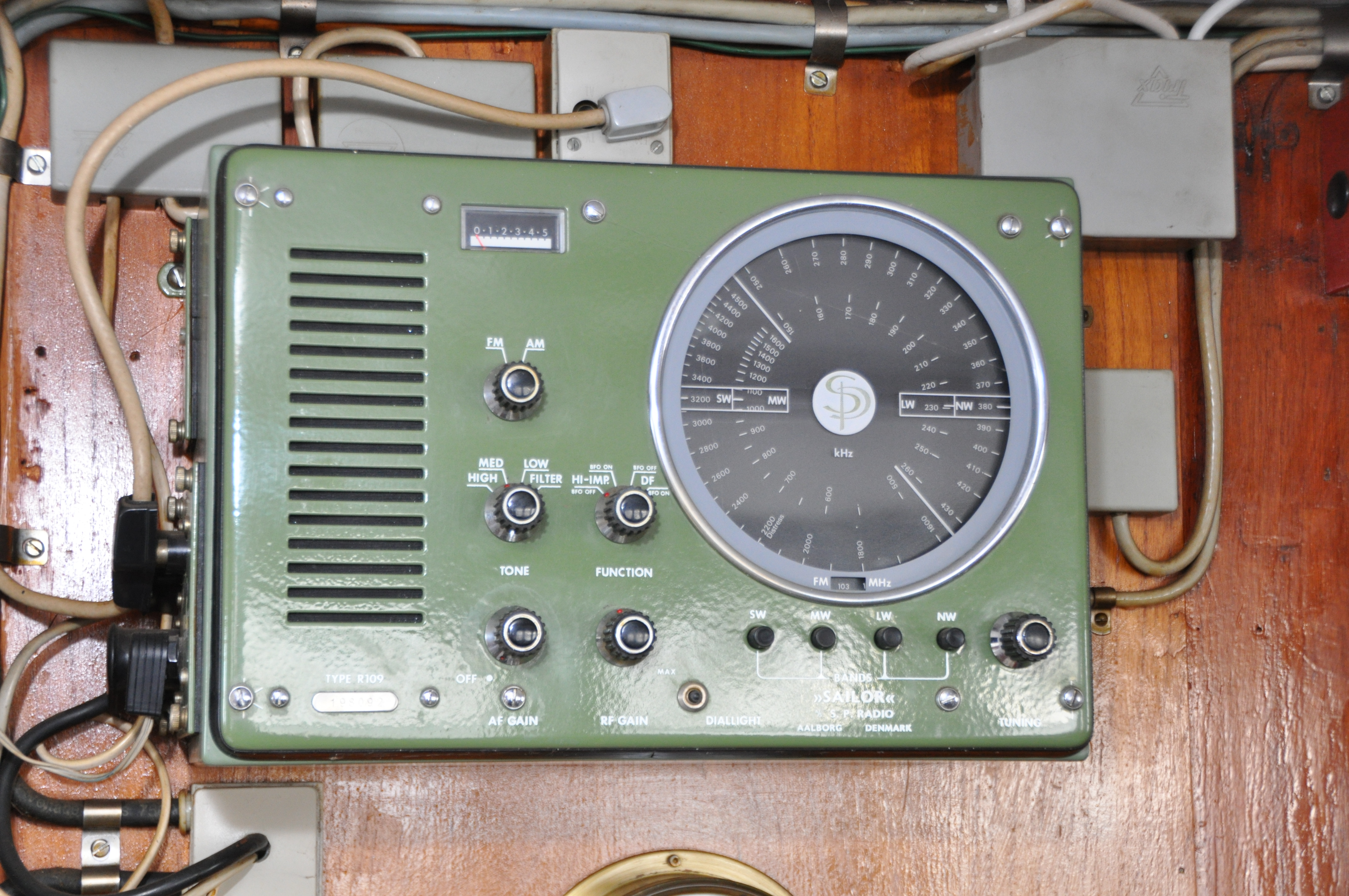
Récepteur radio marine de navire.

Les termes moyennes fréquences (MF) ou ondes moyennes (OM) ou encore petites ondes, désignent tout ou partie de la bande de radiofréquences de 300  à   3 000 kHz (longueur d'onde de 1 km à 100 m). 
Parmi ces fréquences, les petites ondes (PO) et les ondes moyennes (MW) concernent la partie radiodiffusion de 525 kHz à 1 605 kHz. Cette gamme a été exploitée pour la radiodiffusion publique et est intermédiaire entre grandes ondes (GO / LW) et ondes courtes (HF / OC / KW) exploitée principalement en modulation d'amplitude (AM) plutôt qu'en modulation de fréquence (FM).
La « bande hectométrique » dite « bande chalutiers » exploite la bande 1,605 MHz à 4 MHz.

## Règlementation UIT
Selon l'édition en français du règlement des radiocommunications (chapitre 1, article 2, section 1) adopté par l'Union internationale des télécommunications (UIT), la bande de fréquence entre 300  et   3 000 kHz est dénommée « ondes hectométriques » et son symbole en anglais est MF (permettant de ne pas confondre avec FM pour la modulation de fréquence). L'article 2.2 indique : « Dans les relations entre les administrations et l'U.I.T., on ne devrait pas utiliser d'appellations, de symboles ni d'abréviations destinés à désigner les bandes de fréquences autres que ceux qui figurent au numéro 2.1 ».
Le terme « moyenne fréquence » est ainsi utilisé pour désigner la fréquence intermédiaire des récepteurs à fréquence variable ou ajustable (récepteur superhétérodyne). Le terme « fréquence intermédiaire » est aussi utilisé (FI ou IF en anglais).

## Historique

### Les pionniers
En 1903 la conférence télégraphique de Berlin de 1903 organisée par neuf pays définit l'exploitation des longueurs d'onde de 600 mètres et de 300 mètres. En 1906, la conférence de Berlin définit les longueurs d'onde marines.  En 1911, les premiers radiophares installés sur les côtes françaises reçoivent leur identifiant ou indicatif radio et exploitent la longueur d’onde de 150 mètres  (2 MHz) par émetteur à ondes amorties. À cette époque, les radiophares ont une portée radio inférieure à 60 km et modulent sur le plan international avec les longueurs d’onde 80 à 150 mètres (2 MHz à 3,5 MHz).
Le 1er juillet 1913, la Convention de Londres entre en vigueur.

### Années 1920: développements
À partir de 1920 la gamme des stations de radiodiffusion des petites ondes 600 mètres à 200 mètres (500 kHz à 1 500 kHz) est lancée aux États-Unis puis vers 1922 en Europe. En 1921, une première expérimentation entre une station côtière et le chalutier français « Marie Rose » en radiotéléphonie en modulation d'amplitude a lieu. Le 27 novembre 1923, plusieurs radioamateurs réalisent la première liaison bidirectionnelle transatlantique sur une longueur d'onde spécialement autorisée proche des 103 mètres (2,912 MHz), entre Nice (Léon Deloy 8AB) et les États-Unis (John L. Reinartz 1XAM et Fred Schnell 1MO). En 1925, un test de radiotéléphonie par modulation d'amplitude est réalisé dans la bande 105 mètres à 185 mètres, entre trois navires de pêche français en pêche à Terre-Neuve. La conférence de Washington de 1927 prend en compte les découvertes radio et en modifie profondément les gammes. De nouveaux partages du spectre des bandes des fréquences entre les différentes applications services sont créés dès 1927. La même année est créée, le Comité consultatif international des radiocommunications (CCIR). À partir de 1928 sur le plan mondial, des navires de pêche sont équipés en radiotéléphonie en modulation d'amplitude avec des canaux en longueur d'onde dans la bande 105 mètres à 185 mètres, soit 1,62 MHz à 2,85 MHz. Le terme Mayday établissant la détresse devient une convention internationale. Le 1er janvier 1929, la totalité du monde utilise le nouveau partage des bandes radios établi par la conférence mondiale des radiocommunications.

### Années 1930: normalisation
En 1932, la convention internationale des télécommunications de Madrid fixe la fréquence internationale de détresse en radiotéléphonie sur 1 650 kHz. En 1935 débute l'exploitation sur quelques canaux, la VHF suivie du transfert du trafic radio local aéronautique depuis les moyennes fréquences vers la bande aéronautique VHF. En 1947, la conférence d'Atlantic City transfère la fréquence de détresse en radiotéléphonie de 1 650 kHz vers 2 182 kHz, désignée par la longueur d'onde de 137,5 mètres.

### Depuis 1970: expansion
Depuis l'année 1970, en complément de la bande des radiophares 283,5 à 325 kHz), la gamme comprise de 325 kHz à 405 kHz est affectée aux radiophares aéronautiques. Durant la même période, on transfère le trafic radio local (jusqu'à 40 km) vers la bande VHF (en mer, sur les fleuves, sur les rivières et sur les lacs). Entre le 1er janvier 1982 et le 31 janvier 1982, la bande 1,6 à 4 MHz marine et aéronautique est modifiée ; transition des stations AM en stations USB (J3E). Le 1er février 1982, toutes les stations marines et aéronautiques exploitent désormais la modulation en USB (J3E) avec des canaux de 3 kHz.

## Types de services

### Zone intertropicale
Cette bande est employée pour le trafic radio régional (sous les tropiques, à cause du bruit radioélectrique, cette bande est utilisable seulement au-dessus de 2 MHz). Elle est également exploitée pour les radiocommunications continentales de nuit entre les lieux d’émission et de réception. Cette bande nocturne facilite la réception continentale (quelques milliers de kilomètres) lorsqu’il fait nuit entre les lieux d’émission et de réception en raison des conditions de propagation plus favorables.

### Radiodiffusion

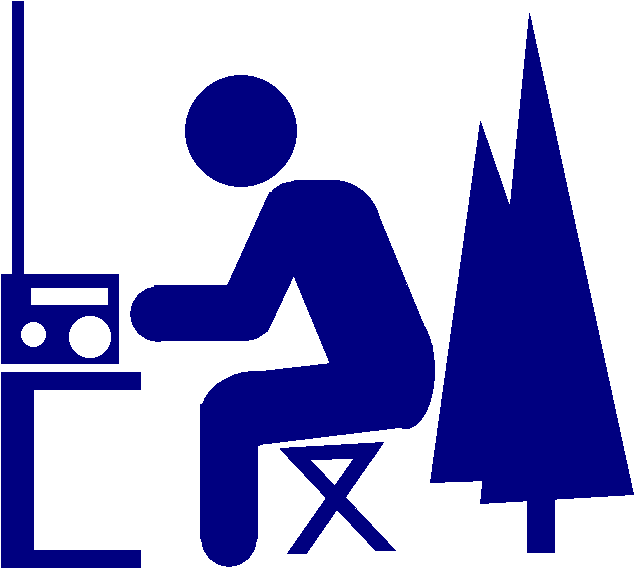
Logo personne écoutant un récepteur radio.

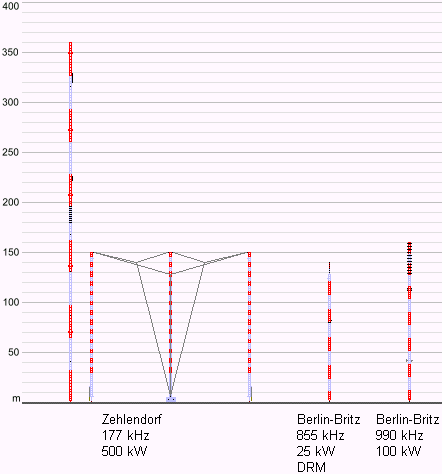
Antennes d'émetteurs de radiodiffusion.

La radiodiffusion en ondes moyennes utilise la bande historique comprise entre les fréquences de 525 kHz à 1 605 kHz, soit une longueur d'onde allant de 187 mètres à 571 mètres). Cette gamme est destinée à être reçue directement par le public. Elle s'applique à la fois à la réception individuelle et à la réception collective ou communautaire. La radiodiffusion utilise dans la zone de convergence intertropicale (à cause du bruit radio) une bande décalée nommée « bande de radiodiffusion tropicale des 120 mètres de 2 300 kHz à 2 495 kHz et 2 505 kHz à 2 550 kHz ». 
Fréquences en kHz des canaux en ondes moyennes
Liste des fréquences en kHz des canaux pour les régions 1 et 3 de UIT (l'Europe, le Moyen-Orient, l'Afrique, l'Australie, les îles du Pacifique avec Hawaï, l'Océanie et la plupart de l'Asie). 
La liste des fréquences va de 531 kHz à 1 602 kHz avec des canaux tous les 9 kHz.
 Exemple: 531 kHz, 540 kHz, 549 kHz... 1 602 kHz. 
 Ces fréquences sont des multiples de 9. 
Remarque : on peut en déduire la longueur d'onde correspondante en mètres, en divisant la vitesse de la lumière (environ 300 000 km/s) par la fréquence en kHz.
Pour la région 2 de UIT (Amérique et au Groenland).
 La liste des fréquences va de 520 kHz à 1 710 kHz avec des canaux tous les 10 kHz.
 Exemple: 520 kHz, 530 kHz, 540 kHz...  1 710 kHz.
 Ces fréquences sont des multiples de 10.
La fréquence 530 kHz est utilisée aux États-Unis et au Canada pour la diffusion d'information routière et de trafic.

### Radiodiffusion pirate
Des radios pirates émettent quelques heures le samedi ou le dimanche ou un jour de fête, sur la bande de radiodiffusion des petites ondes et sur le canal de 1 602 kHz de longueur d'onde 187 mètres. Ces émissions sont reçues par des radioécouteurs passionnés (SWL).

### Organisations diverses
Les communications fixes ou mobiles sur les fréquences moyennes sont utilisées comme moyen de liaison de secours régional (qui peut être sécurisé via certains modes) par certains ministères, les services de secours, les militaires et les sociétés, ainsi que comme lien avec les points isolés non couverts par des réseaux terrestres ou satellitaires (régions polaires ou zones isolées).

### Maritime

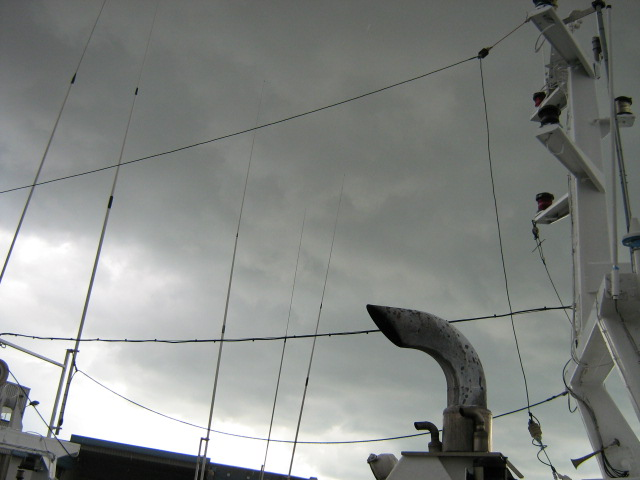
Antennes radios sur un navire de pêche

Pour le trafic maritime avec une portée d'exploitation inférieure à 600 km, les liaisons MF utilisent des sous-bandes réparties sur la bande de 1,6 MHz à 3,8 MHz appelée « bande marine » et « bande chalutiers ». 
La fréquence 2 182 kHz est la fréquence internationale de détresse pour la bande comprise entre 1 605 kHz et 4 000 kHz. 
Les communications sont de plus en plus en numériques, mais la radiotéléphonie en USB reste utilisée pour la sécurité et les contacts ponctuels.
De nombreuses stations côtières transmettent l'évolution des bulletins météorologiques et de circulation et assurent les communications des navires avec la terre.

#### Radiotélégraphie
Depuis le 1er février 1999, dans le cadre du SMDSM 1999, les services maritimes côtiers et mobiles de France et de nombreux autres pays ont cessé les émissions en Morse dans la bande comprise de 415 kHz à 526,5 kHz. Les services maritimes et aéronautiques utilisent les émissions en Morse dans les pays suivants : Algérie, Arabie saoudite, Azerbaïdjan, Bahreïn, Biélorussie, Chine, Comores, Djibouti, Égypte, Émirats arabes unis, Russie, Irak, Jordanie, Kazakhstan, Koweït, Liban, Libye, Mauritanie, Oman, Ouzbékistan, Qatar, Syrie, Kirghizistan, Somalie, Soudan, Tunisie et Yémen,,.

#### Navtex

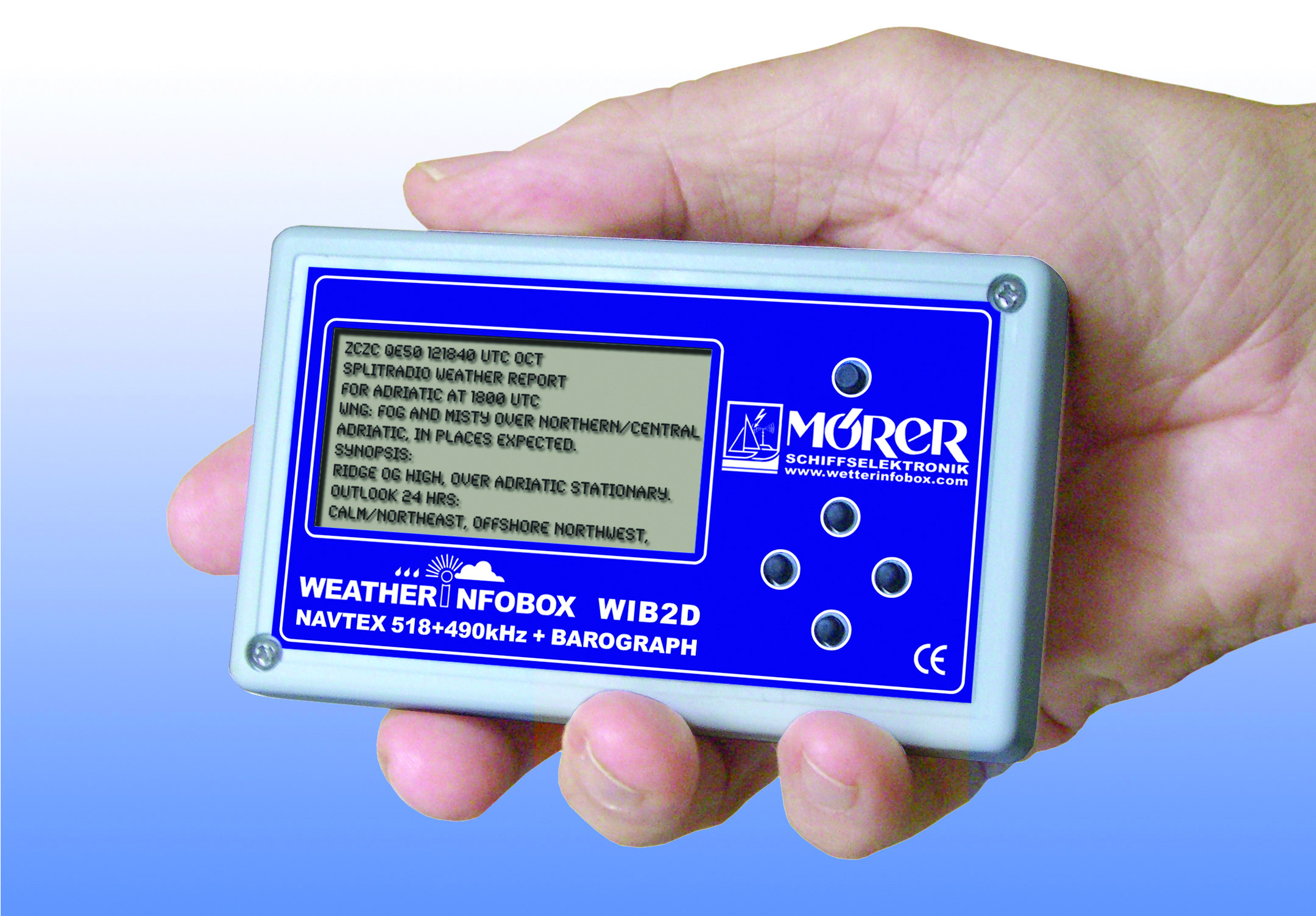
Récepteur Navtex

À bord des navires, un système d'information maritime automatique de radiomessagerie en radiotélétype, le Navtex, est un simple récepteur muni d'une imprimante pour les modèles professionnels, ou d'un écran pour les modèles économiques. Il est en service lorsque le bateau est en mer, et permet de recevoir les informations émises séquentiellement par différentes stations émettrices préprogrammées. Ces messages incluent les bulletins météo, les Avurnavs (avis urgent aux navigateurs) et diverses alarmes sur les signaux de radionavigation sur la fréquence 518 kHz pour le système NAVTEX international en anglais et sur la fréquence 490 kHz pour le système NAVTEX en langue nationale. Les messages arrivent sans intervention. Une alarme est également prévue pour attirer l'attention du personnel de quart en cas de message à caractère urgent.

#### NAVDAT
Avec une largeur de bande de 10 kHz, similaire à Navtex, NAVDAT peut envoyer des messages à tous les navires, mais aussi à un groupe de navires ou à un seul navire. La bande de fréquence est comprise entre 495 kHz et 505 kHz en transmission de données à grande vitesse jusqu'à 18 kbit/s.

### Aéronautique

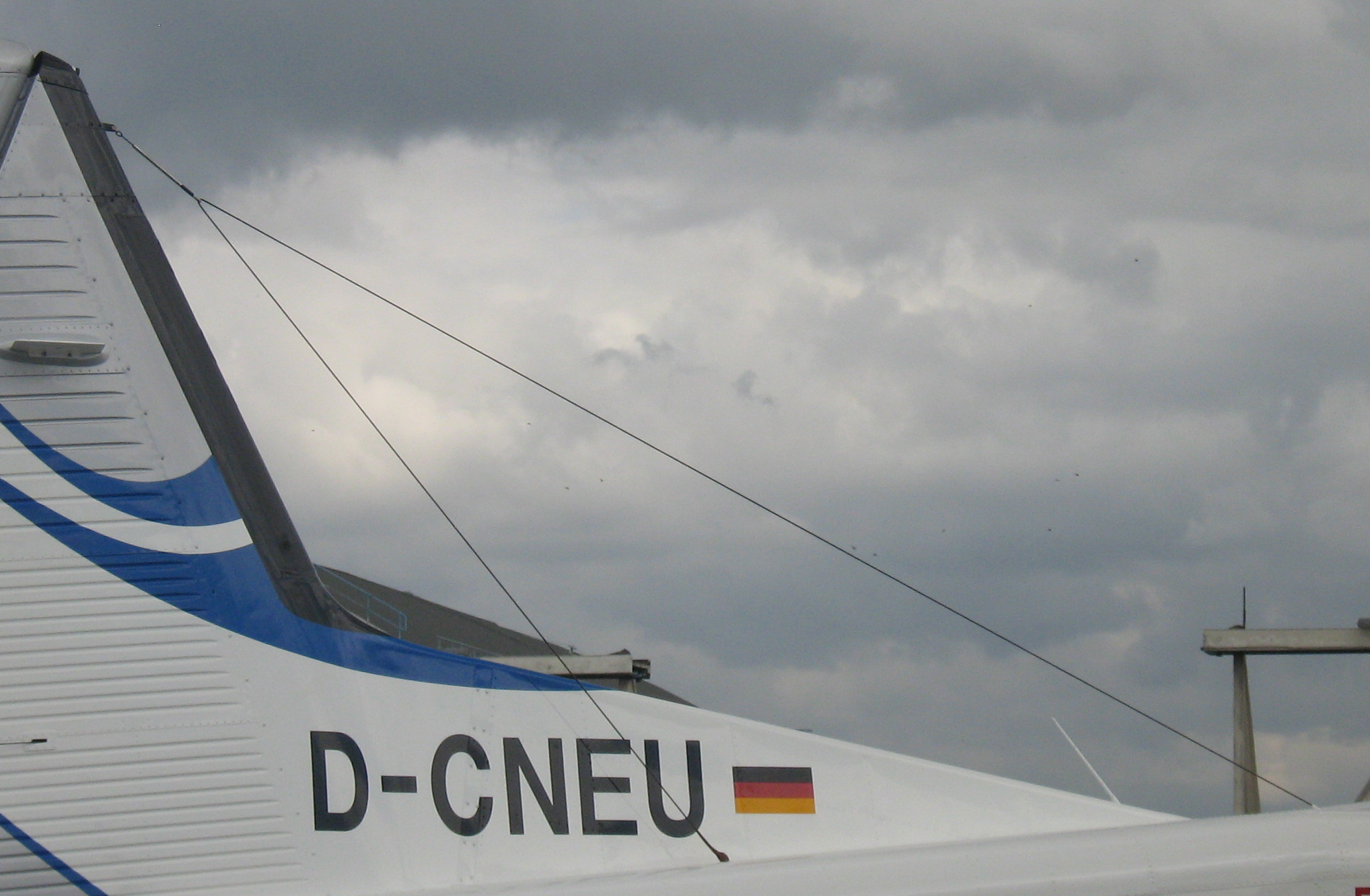
Antenne oblique en « V » renversé tendue de la coque de l'avion à l'arrière de l'avion.

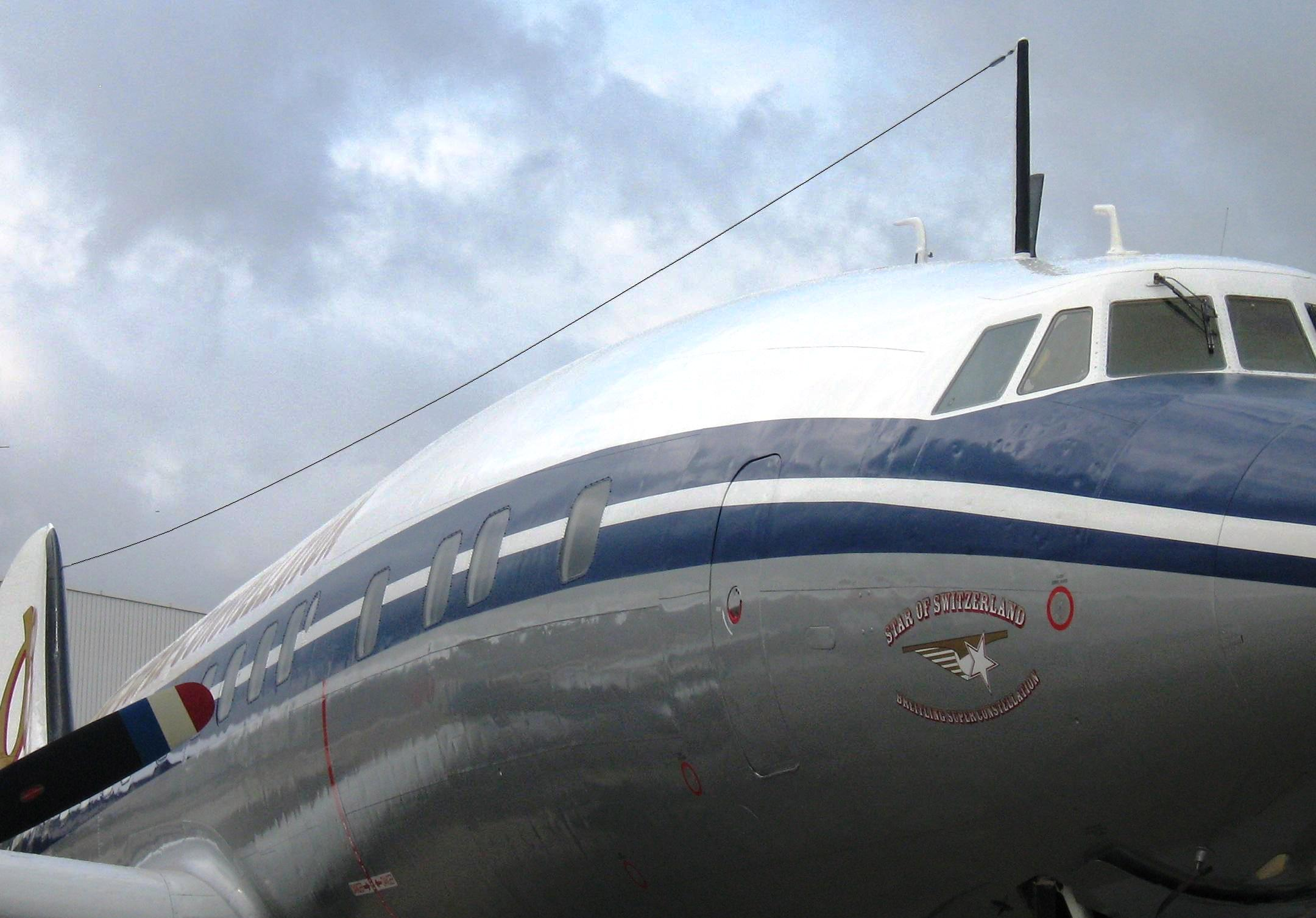
Une antenne horizontale tendue de l'avant à la dérive.

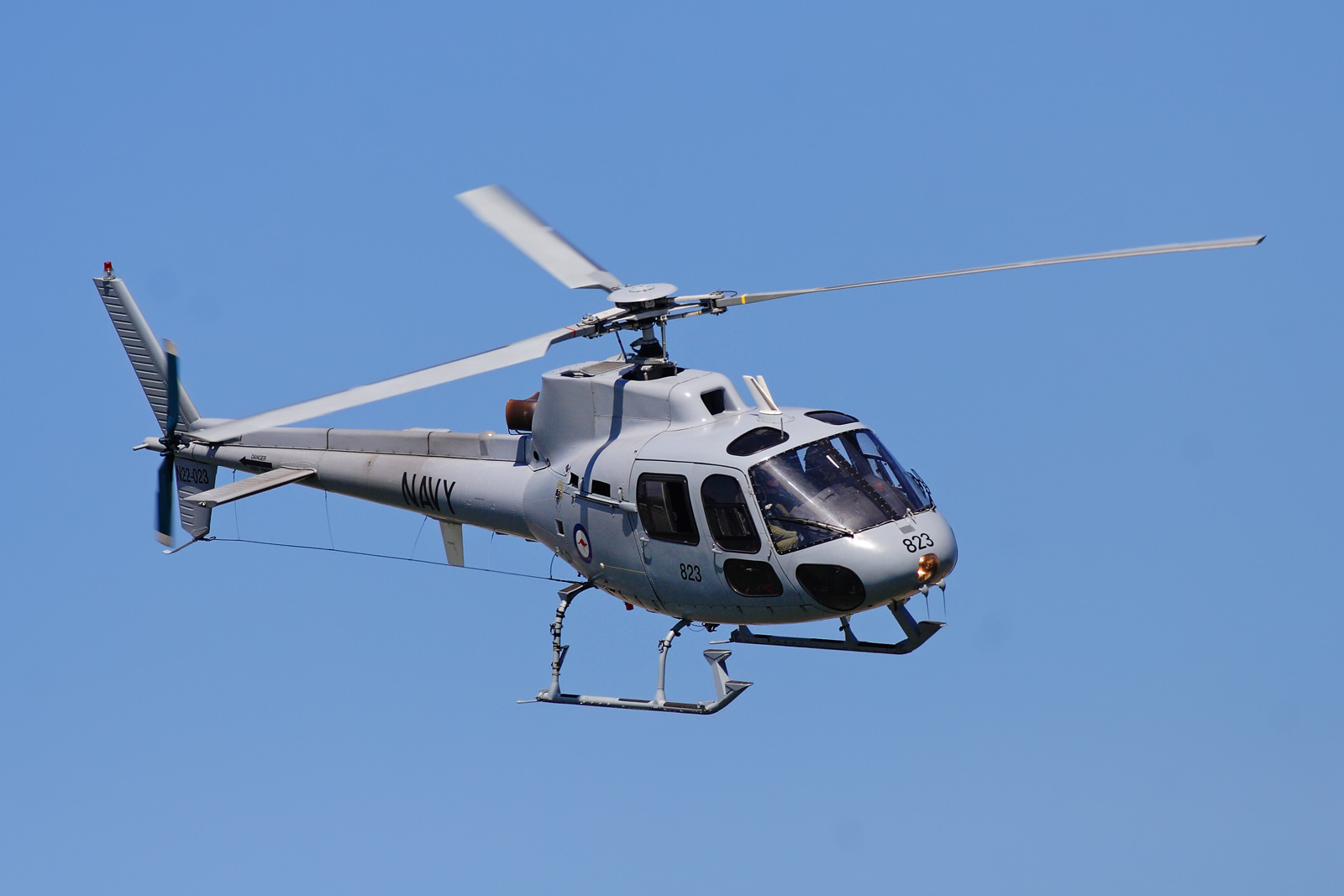
Antenne tendue de la cabine à la queue.

La bande aéronautique en radiotéléphonie est constituée d'une centaine de canaux espacés de 3 kHz en BLU J3E dans la bande comprise entre 2 850 kHz et 3 155 kHz. La portée radioélectrique d'exploitation de la bande étant inférieure à 600 km, la bande est utilisée pour les communications à moyenne distance entre les pilotes des aéronefs au-dessus des parties désertiques, des océans et des mers et le personnel des stations au sol (sans une parfaite couverture des stations VHF aéronautiques régionales au sol). Elle permet de transmettre des clairances et des informations importantes pour la sécurité de la circulation aérienne et l'efficacité de la gestion du trafic aérien. La bande aéronautique est réservée par des traités internationaux.  
Ainsi, les liaisons régionales font l'objet d'un contrôle aérien assuré par voix via des centres régionaux. Des stations VOLMET fournissent des prévisions météorologiques pour la plupart des grands aéroports des différents continents.
On distingue deux types de services mobiles aéronautiques régis par des procédures différentes : 
- le service mobile aéronautique R « le long des routes nationales ou internationales (couloirs aériens) », réservé aux communications relatives à la sécurité et à la régularité des vols, principalement le long des routes nationales ou internationales de l'aviation civile[21] ;
- le service mobile aéronautique OR « hors des routes », destiné à assurer les communications, y compris celles relatives à la coordination des vols, principalement hors des couloirs aériens[22].

Pour fiabiliser ce mode de communication, un système d'appel SELCAL, émettant un signal lumineux et sonore, permet au pilote d'être informé de l'appel de la station sol et ainsi d'établir le contact radio.
Pour la bande comprise entre 2 000 kHz et 4 000 kHz, la fréquence internationale d'urgence aéronautique 3 023 kHz en radiotéléphonie USB, peut être utilisée pour établir des communications entre les stations mobiles qui participent à des opérations de recherche et de sauvetage coordonnées, ainsi que des communications entre ces stations et les stations terrestres participantes. La fréquence 3 023 kHz est utilisée pour l'interconnexion navire à aéronef en dégagement de la fréquence d'appel de 2 182 kHz.
Pour les avions à hélice, l'antenne moyenne fréquence est tendue de la coque de l'avion à la dérive.
Pour les avions à réaction, l'antenne moyenne fréquence est carénée dans la dérive. 
Pour les hélicoptères, l'antenne moyenne fréquence est tendue de la cabine à la queue.
Sur certains types d'avions à hélice, une antenne pendante longue de plusieurs dizaines de mètres est déroulée en vol pour établir les communications radios dans la bande 2 850  à   3 155 kHz et sur la bande marine. Proche du sol, cette antenne est rembobinée sur un touret à manivelle. À l'extrémité de l'antenne pendante, un plomb de lestage porte l'indicatif radio de l'aéronef.
L'antenne est alimentée par une boîte de couplage automatique.
Radiotélégraphie
Depuis les années 1970, les communications aéronautiques en radiotélégraphie ont cessé dans la bande comprise de 325 kHz à 405 kHz. En vol, une antenne pendante longue de 120 mètres à 450 mètres était déroulée pour établir les communications radios. Proche du sol, cette antenne est rembobinée sur un touret à manivelle. À l'extrémité de l'antenne pendante, un plomb de lestage porte l'indicatif radio de l'aéronef.

### Amateurs

Vert et bleu : régions où les radioamateurs sont autorisés à émettre dans la bande des 630 mètres. Rouge : interdiction d'émettre.

Les radioamateurs utilisent les bandes amateurs en moyenne fréquences destinées à établir des radiocommunications de loisir  pour des contacts régionaux.
- Bande des 630 mètres
- Bande des 160 mètres

### Radiogoniométrie

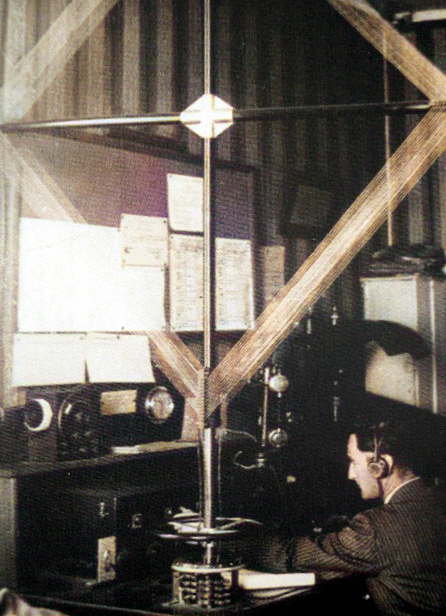
Station de radiogoniométrie. Travail sur les fréquences 333 kHz, 410 kHz et 500 kHz.

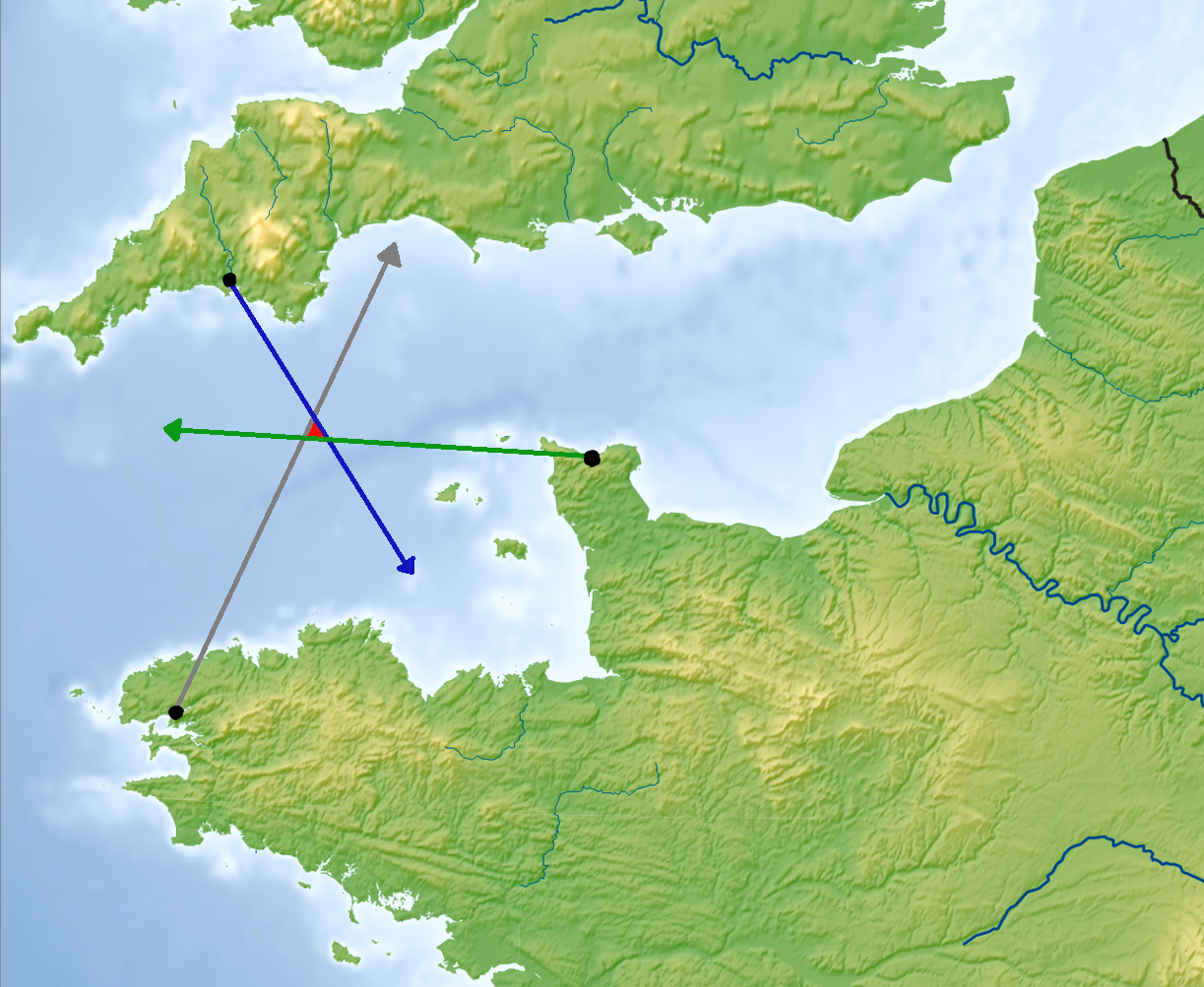
Radiogoniométrie.

Au début du XXe siècle, les navires, les ballons dirigeables et les aéronefs demandaient à trois stations de radiogoniométrie au sol les triangulations par radiogoniométrie pour déterminer leurs positions. Les stations de radiogoniométrie marine travaillaient en radiotélégraphie morse sur la fréquence normale de 410 kHz. En 1920, la station de radiogoniométrie d'Ouessant Gonio, indicatif (radio) FFU (station Française Fixe de Ushant), donnait 10 relèvements gonios par jour sur l'ancienne longueur d'onde de radiogoniométrie de 450 mètres (soit 666,66 kHz).
Les stations de radiogoniométrie pouvaient alors travailler sur la fréquence 500 kHz. Depuis 1947, les stations de radiogoniométrie peuvent travailler sur la fréquence 2 182 kHz.

Les stations de radiogoniométrie aéronautique travaillaient en radiotélégraphie morse sur la fréquence internationale d'appel et de sécurité du service aéronautique 333,33 kHz des aéronefs (désignée aussi par sa longueur d'onde de 900 mètres). Les stations de radiogoniométrie aéronautique pouvaient travailler sur la fréquence 410 kHz et sur la fréquence 500 kHz.
Un radiophare est un émetteur radio situé en un lieu connu, qui émet un signal radio continu ou périodique contenant une quantité limitée d'information (par exemple une information d'identification ou sa position) sur une fréquence radio donnée. Il peut être implanté sur une station terrestre, un bateau-feu ou une plate-forme en mer. La stabilité de la propagation par onde de sol de la bande 283,5 kHz à 405 kHz est utile aux radiophares de navigation marine ou aérienne.

### Antennes

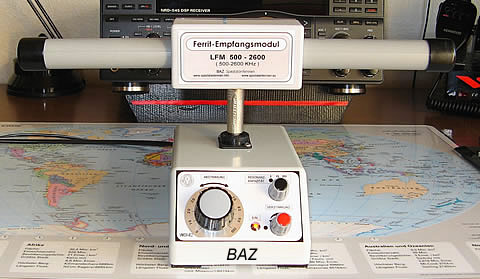
Antenne ferrite de réception d'ondes moyennes

La dimension d'une antenne est directement liée à la longueur d'onde du signal à transmettre, ou plus exactement à la moitié de cette longueur d'onde, de 500 m à 50 m pour les moyennes fréquences « MF ». Ces antennes moyennes fréquences sont donc généralement volumineuses et de grandes surfaces.
Les antennes les plus utilisées sur cette bande sont :
- Antenne cadre
- Antenne Navtex : 490 kHz, 518 kHz (Réception unique)[30]
- Antenne en L
- Antenne en T
- Antenne long-fil ou antenne « fil »
- Antenne Beverage
- Antenne marguerite
- Antenne fouet à capacité terminale
- Antenne fouet hélicoïdale
- Antenne fouet à bobine (10 watts input sur 500 kHz arrivant à une antenne verticale de 10 mètres, le tout correctement adapté donne 100 mW ERP)
- Antenne fouet cerf-volant
- Antenne radioélectrique, qui pour être efficace est longue d'une demi-onde (de plusieurs centaines de mètres). Elle peut être soutenue par un cerf-volant porte antenne de type stationnaire ou par un ballon porte antenne[31] pour la réception des ondes radioélectriques des basse fréquence et moyenne fréquence.
- Les antennes actives ou les boucles magnétiques, de volume plus réduit, fonctionnent correctement en réception seule.

## Utilisations publiques
Les bandes de fréquences ont des assignations spécifiques : 
| Fréquence en kHz | Utilisations |
| ---------------- | --- |
| 283.5 à 325      | Radiophares : RTCM104/DGPS avec 1 212,6 GHz ; partagé avec localisation et positions des orages                                                              |
| 325 à 405        | Radiophares aéronautiques (La longueur d'onde de 900 mètres (333,3 kHz) était pour l'appel et la sécurité en radiotélégraphie morse du service aéronautique) |
| 410              | Fréquence normale de radiogoniométrie en radiotélégraphie (positions des navires et des aéronefs)                                                            |
| 415 à 423        | Radiophares, service maritime, société en radiotélégraphie avec 415 à 495                                                                                    |
| 424              | Navtex en japonais : navigation, météorologie, glaces, pilotage, urgence, détresse, avurnav                                                                  |
| 425 à 440        | Radiophares, service maritime, société en radiotélégraphie avec 415 à 495                                                                                    |
| 440              | Essai balise radioamateur |
| 440 à 456        | Radiophares, service maritime, société en radiotélégraphie avec 415 à 495                                                                                    |
| 457              | Système international de recherche rapide de victime d’avalanche                                                                                             |
| 458 à 471        | Service maritime, armée en radiotélégraphie avec 415 à 495                                                                                                   |
| 472 à 479        | Radioamateurs en radiotélégraphie bande des 630 mètres et service maritime en radiotélégraphie                                                               |
| 480 à 485        | Service maritime en radiotélégraphie avec 415 à 495 |
| 490              | Navtex (langue nationale) : météorologie, glaces, avurnav et renseignements urgents                                                                          |
| 500              | Fréquence de détresse et d'appel en radiotélégraphie et essai du système NAVDAT                                                                              |
| 512              | Fréquence internationale d’appel (en cas de trafic de détresse sur 500 kHz)                                                                                  |
| 513              | Service maritime côtier en radiotélégraphie avec 415 à 495                                                                                                   |
| 518              | Navtex en anglais : navigation, météorologie, glaces, pilotage, urgence, détresse, avurnav                                                                   |
| 523 à 526.5      | Service maritime côtier en radiotélégraphie avec 415 à 495                                                                                                   |
| 527 à 1602       | Radio-microphones expérimentaux sur la bande des petites ondes P maxi 10 mW en. A.M.                                                                         |
| 527 à 1449       | Radiodiffusion P.O. canaux en 9 kHz |
| 1458             | Canal de radiodiffusion P.O. essais en Digital Radio Mondiale longueur d’onde du canal : 204,5 mètres                                                        |
| 1467             | Canal de radiodiffusion P.O. essais en Digital Radio Mondiale longueur d’onde du canal : 203,25 mètres                                                       |
| 1476             | Canal de radiodiffusion P.O. longueur d’onde du canal : 203,25 mètres                                                                                        |
| 1485             | Canal de radiodiffusion locale en faible puissance longueur d’onde du canal : 202 mètres en A.M.                                                             |
| 1494 à 1575      | Radiodiffusion P.O. canaux en 9 kHz |
| 1584             | Canal de radiodiffusion locale en faible puissance longueur d’onde du canal : 189 mètres en A.M.                                                             |
| 1593             | Canal de radiodiffusion. longueur d’onde du canal : 188 mètres                                                                                               |
| 1602             | Canal de radiodiffusion locale en faible puissance canal de 187 mètres en A.M.                                                                               |
| 1600 à 1720      | Sauf en Europe : radiodiffusion P.O. bande des 191 à 174 mètres canaux en 9 et 10 kHz                                                                        |
| 1607 à 1625      | Service maritime côtier, organisation diverse en USB |
| 1625 à 1635      | Évaluation de la position d’un transmetteur à des fins de localisation                                                                                       |
| 1638 à 1797      | Service maritime côtier, organisation diverse en USB |
| 1800 à 1810      | Radiogoniométrie, Radiophares (et radioamateur sauf en Afrique et en Europe)                                                                                 |
| 1810 à 1850      | Trafic radioamateur bande des 160 mètres en L.S.B. |
| 1 851 à 2 000    | Service maritime (et radioamateur sauf en Afrique et en Europe) en USB et détection antivol                                                                  |
| 2 000 à 2 042    | Service maritime en USB |
| 2 045 à 2 057    | Service maritime mobile international P maxi 400 W en USB |
| 2 060 à 2 160    | Service maritime mobile à Côte P maxi 400 W en USB |
| 2 160 à 2 170    | Évaluation de la position d’un transmetteur à des fins de localisation                                                                                       |
| 2 170,5          | Fréquence d’appel Sélectif Numérique pour les maritimes côtiers P maxi 400 W en Digimodes                                                                    |
| 2 174,5          | Fréquence internationale de détresse, d'urgence et de sécurité en radiotélex                                                                                 |
| 2 177            | Fréquence d’appel Sélectif Numérique, station côtière a navire, navire à navire en Digimodes                                                                 |
| 2 182 kHz        | Canal internationale de détresse SMDSM en radiotéléphonie et d'appel aux heures H + 03 à 29 et de H + 33 à 59 en USB/AM                                      |
| 2 187,5          | Fréquence internationale d’Appel Sélectif Numérique de détresse et sécurité en Digimodes                                                                     |
| 2 189,5          | Fréquence d’appel Sélectif Numérique navire à station côtière (avec 2 177 kHz) en Digimodes                                                                  |
| 2 191            | Fréquence internationale d’appel (en cas de trafic de détresse sur 2 182 kHz) P maxi 400 W en USB                                                            |
| 2 194 à 2 300    | Service maritime mobile, Organisation divers, Mobile (Sauf avions) en USB/Digimodes/CW                                                                       |
| 2 303 à 2 494    | Maritime mobile entre eux, radiodiffusion tropicale bande des 120 mètres en USB/AM/Digimodes/CW                                                              |
| 2 498 à 2 502    | Émission précise de fréquence et d’horaire exact (ISO 8601) à des fins scientifiques et d’étalonnage donc WWV                                                |
| 2 505 à 2 550    | Service maritime mobile à côte, organisation diverse, mobile, radiodiffusion tropicale bande des 120 mètres en USB/AM/Digimodes/CW                           |
| 2 550 à 2 579    | Service maritime mobile à côte, organisation diverse, société, armée, mobile en Digimodes                                                                    |
| 2 582 à 2 850    | Stations côtières maritimes, organisation diverse en USB/Digimodes                                                                                           |
| 2 851 à 3 019    | Contrôle du trafic aérien le long des routes, des couloirs aériens au-dessus des parties désertiques, des mers et des océans                                 |
| 3 023            | Fréquence d’urgence aéronautique, recherche et sauvetage coordonnées, plan SATER et interconnexions (air/mer/terre) en USB                                   |
| 3 026 à 3 152    | Service aéronautique régional en USB/Digimodes |

## Propagation sur la bande
La propagation sur les moyennes fréquences se produit par deux mécanismes entièrement distincts et différents : l'onde de sol et l'onde d’espace.

### Onde de sol

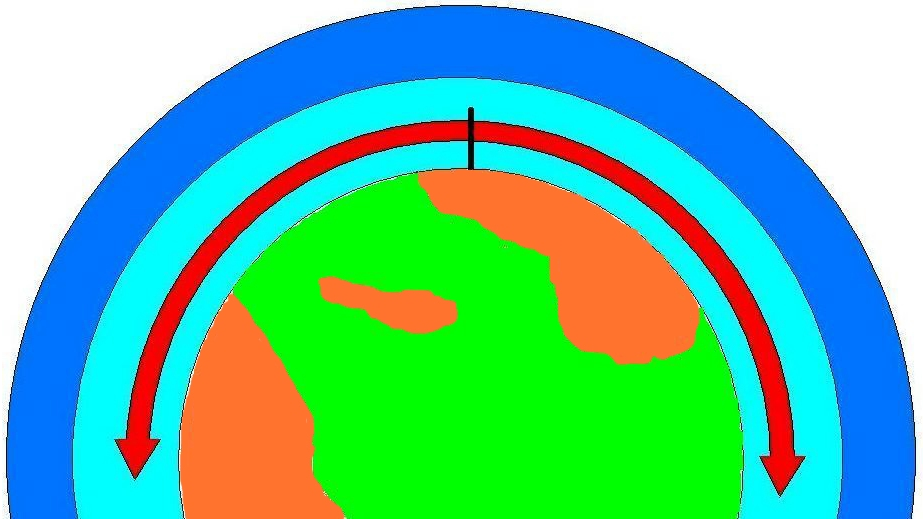
Propagation par l'onde de sol sur la surface de la Terre.

Les ondes de sol, comme leur nom l’indique, voyagent à la surface de la Terre (entre le sol et la couche ionisée D de l’atmosphère). L'onde moyenne fréquence se propage régulièrement le jour et avec un renforcement la nuit.
L'atténuation de l’énergie de l’onde de sol est proportionnelle au carré de la distance, sans tenir compte de la courbure de la terre sur une base exponentielle watts/kilomètres2 définie par l'établissement de l'équation de propagation à partir des équations de Maxwell.
L'onde de sol permet des radiocommunications régionales et départementales. De nuit, l'onde de sol permet des radiocommunications nationales avec de fortes puissances d'émission.

### Onde d’espace
Dans la journée, l’onde d’espace est totalement absorbée par l’ionosphère.
De nuit, on rencontre en partant de l’émetteur une zone de réception par onde de sol, une zone de silence, une zone de réception indirecte, une zone de silence, une zone de réception indirecte, une zone de silence et ainsi de suite. L’énergie radiofréquence est réfléchie par les couches de l'ionosphère. Ces réflexions successives entre le sol et les couches de l'ionosphère permettent des liaisons radios continentales nocturnes pour l’opérateur radio d’une station correctement équipé et informé.
Pour obtenir la carte actualisée de la Terre. 

### Ligne grise

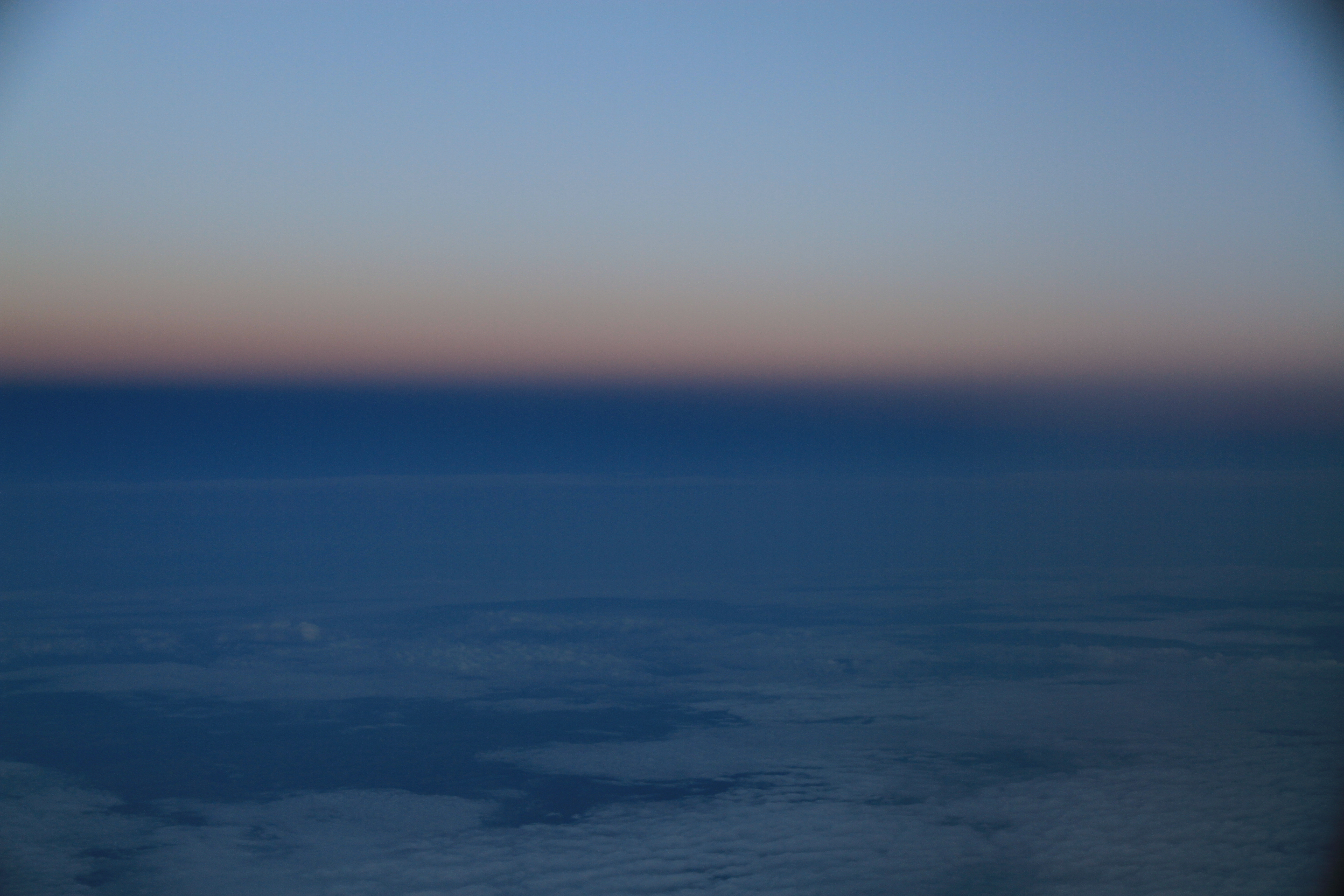
Ligne grise.

Le matin ou le soir, quand la Terre entre ou sort de la nuit, une zone entre le ciel bleu en jour et le ciel transparent de la nuit est appelé ligne grise (grey line) ; c'est le moment le plus favorable pour les radiocommunications à longue distance. La ligne grise relie un cercle polaire à l'autre et se modifie au gré des saisons, modifiant du coup la propagation à longue distance de cette bande pour une durée de 30 minutes.

### Onde de sol et onde d’espace
Dans la journée, l’onde d’espace du signal est totalement absorbée par la partie basse de l’ionosphère, et une réception stable des stations s’établit par onde de sol.
Quand l’absorption de l’onde d’espace commence à disparaître aux environs du crépuscule, un taux significatif de l’onde d’espace commence à revenir sur la mer (ou le sol), loin de l’émetteur. Les endroits où les ondes de sol et d’espace sont présentes sont appelés zones de fading. L’interférence de ces deux signaux produit une distorsion et un fading sévère à la réception, instables en amplitude et en phase et qui peuvent être réguliers, irréguliers, lents, rapides, sélectifs ou déformants.

### Onde d’espace quasi verticale
La propagation NVIS est utilisée pour établir un réseau radio en communications locale et régionale à l’intérieur d’une zone circulaire inférieure à 300 km autour de l'antenne radioélectrique. Ce mode de propagation des ondes radios nécessite une antenne NVIS dont le lobe de rayonnement principal est en direction du ciel.
La propagation NVIS est utilisée par les services radiomaritimes, aéronautiques, utilitaires, les radiocommunications de catastrophe des organisations humanitaires, l'armée, par quelques stations radioamateur, et permet en zone de fort reliefs de remplacer un réseau relayé VHF et UHF.
La propagation NVIS est très utilisée dans les zones polaires, c'est-à-dire en Arctique et en Antarctique.

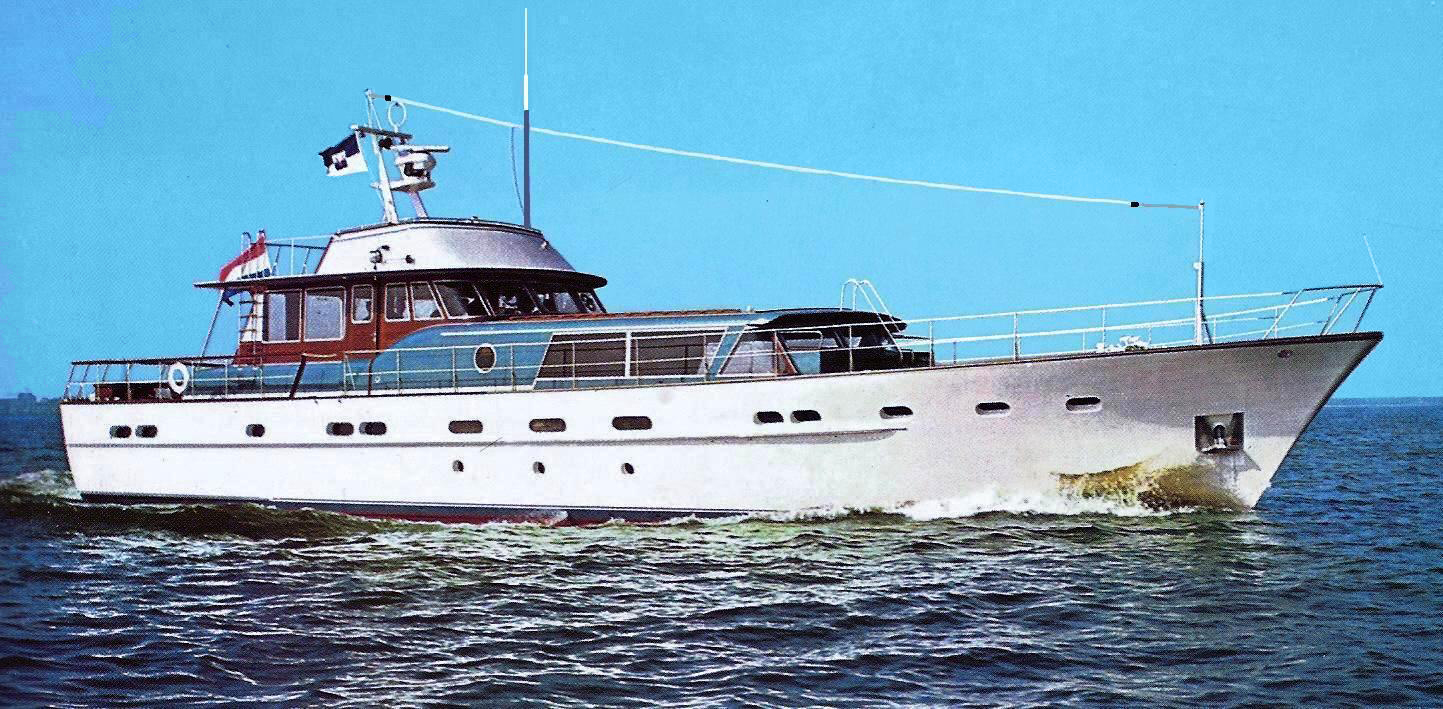
Une antenne NVIS tendue de l'avant du navire au poste de pilotage.

- La bande des 160 mètres est utilisable de nuit et le jour avec une atténuation.
- Le bas de la bande hectométrique MF est utilisable de nuit et le jour avec une atténuation.
- Le haut de la bande hectométrique MF et la bande des 80 mètres sont utilisables de jour.

Sur les navires, l'antenne monopôle ou dipôle a une longueur de 7 mètres ou plus, alimentée par une boîte de couplage automatique.
L'antenne est érigée seulement à quelques mètres au-dessus du navire.
Elle est capable de fonctionner dans les bandes marines et sur la fréquence internationale de détresse 2 182 kHz.

## Période de silence radio du temps universel coordonné

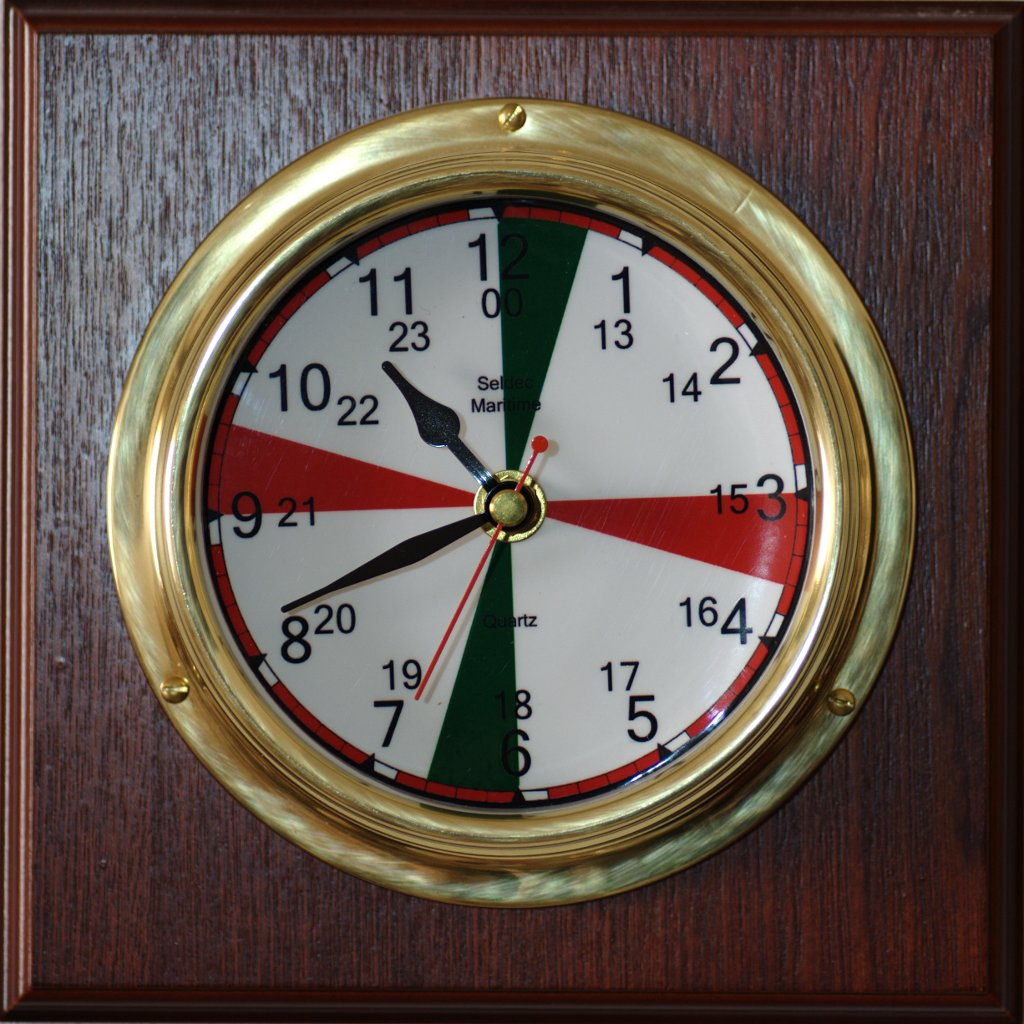
Périodes de silence radio de 3 minutes en Temps universel coordonné.

Les quatre périodes de silence radio du temps universel coordonné en moyenne fréquence :
Secteurs de couleur vert ou bleu
- Dans les secteurs de couleur vert ou bleu, les stations radios marines en moyenne fréquence effectuent un silence radio obligatoire de H+00 à 03 et de H+30 à 33 sur les fréquences : 
  - 2 174,5 kHz : fréquence internationale de détresse, d'urgence et de sécurité en radiotélex ;
  - 2 182 kHz : fréquence de détresse, d’appel d'urgence, d’appel de sécurité, d’appel de routine en radiotéléphonie en USB de la bande 1,605 MHz à 4 MHz ;
  - 2 187,5 kHz : fréquence internationale d’appel sélectif numérique avec MMSI (puis émettre sur 2 182 kHz).

- L’appel de routine, de sécurité, d’urgence est autorisé aux heures de H+03 à 29 et de H+33 à 59 avec un dégagement sur une fréquence de travail.
- Les radiocommunications pour la détresse sont libres sur les fréquences 2 174,5 kHz, 2 182 kHz et 2 187,5 kHz.

Secteurs de couleur rouge
- Dans les secteurs de couleur rouge, les stations radiotélégraphiques mobiles et côtières effectuent un silence radio obligatoire de H+15 à H+18 et de H+45 à H+48 sur la fréquence 500 kHz.
- Dans le monde depuis 1999, les émissions doivent cesser dans la bande comprise entre 495 kHz à 505 kHz durant la période de silence radio[41].
- Dans quelques pays appliquant toujours l'ancienne recommandation, les émissions doivent cesser dans une bande comprise entre 490 kHz à 510 kHz durant la période de silence radio.
- L’appel de routine, de sécurité et d’urgence est autorisé aux heures de H+18 à H+44 et de H+48 à H+14 avec un dégagement sur une fréquence de travail.
- La radiotélégraphie pour la détresse est libre sur la fréquence 500 kHz.

Référence de l'heure
- La référence du Temps universel coordonné s'obtient en écoutant les tops sur les fréquences suivantes : 2,5 MHz ; 5 MHz ; 10 MHz ; 15 MHz et 20 MHz.

#### Articles de référence
- (fr) Les articles de référence des canaux et utilisations: Manuel à l’usage des services mobile maritime
- (fr) Nomenclature des stations côtières 2017
- (fr) Almanach du marin breton
- (fr) Textes de radiocommunication  UIT GENÈVE